# 福井女子中学生殺人事件
福井女子中学生殺人事件（ふくいじょしちゅうがくせいさつじんじけん）は、1986年（昭和61年）3月19日に福井県福井市豊岡二丁目にあった市営住宅で発生した殺人事件。自宅で留守番中の女子中学生（当時15歳、福井市光陽中学校3年生）が何者かにより、包丁で首などを20か所以上刺されて殺害された事件で、福井女子中学生殺害事件とも呼称される。
男性Мが犯人として逮捕・起訴され、一度は懲役7年の有罪判決が確定したが、後に名古屋高等裁判所金沢支部で再審が行われ、無罪が確定した冤罪事件であり、また真犯人が検挙されることなく公訴時効（事件発生当時は15年）が成立した未解決事件でもある。日本国民救援会、日本弁護士連合会が支援していた。

## 概要

### 事件発生
事件現場は福井県福井市豊岡二丁目にあった市営住宅東安居団地6号館2階の一室で、犯行時刻は1986年3月19日21時40分ごろとされる。
殺害された被害者は、同日卒業式を終えた後に1人でいた市立光陽中学校3年生の女子生徒A（当時15歳）で、何者かによって2本の文化包丁で顔・首・胸の20か所以上を滅多突きにされたり、ガラス製灰皿で額や後頭部を殴られたり、電気コードで首を絞められたりして殺害されていた。なお、以上の凶器はいずれもA宅にあったものである。Aは両親が6年前に離婚しており、事件当時はスナックホステスの母親と2人暮らしだった。事件当日の19日、Aは午前中に母親とともに卒業式に出席したが、母親は帰宅後の18時に出勤したため、1人で留守番していたところを襲われた。
事件は20日1時ごろ、帰宅した母親が自宅で娘の他殺体を発見したことで発覚した。遺体は発見時、仰向けに倒れており、右首筋には台所にあった文化包丁（刃渡り約18 cm）が突き立てられていた。司法解剖により、右側の顔面や首に20か所以上の刺し傷、また首には電気カーペットのコードで絞められた跡が確認され、死因は失血死と断定された一方、頭蓋骨骨折、右頸動脈切断、左静脈切断、窒息のいずれもが致命傷になっていた。また着衣に乱れはなく、乱暴された形跡もなかった。

### 捜査
福井県警察の捜査一課と福井警察署は事件発生を受け、極めて残忍な手口から、交友関係のもつれなど怨恨が動機の殺人事件とみて捜査を開始した。またAが毎日一人で留守番していたことなどから、顔見知りによる犯行とみて、福井署に捜査本部を設置したが、物的証拠がほとんどなく、捜査は難航していた。しかし県警は事件当時、被害者が交友していた暴走族やシンナー、覚醒剤の薬物使用者等といった非行グループを中心に捜査を進め、事件発生から1年後の1987年（昭和62年）3月29日、福井市在住の男性M（当時21歳）を殺人容疑で逮捕した。Mが逮捕されたきっかけは、事件発生から約1年後に得られた5人の目撃証言、事件現場に落ちていたMの毛髪に加え、Mから「兄貴分」として慕われていた一方、1986年11月に窃盗などの容疑で福井署に逮捕された暴力団組員の男の証言である。Mは事件前にシンナー乱用で少年院に入院した時期があり、この点から県警の捜査線上に浮上したとされる。
Mは捜査段階から犯行を否認した一方、福井地方検察庁はMがシンナー中毒者だったため、精神鑑定を行った上で責任能力ありと判断し、殺人罪で福井地方裁判所へ起訴した。

## 裁判経過
この事件の裁判では、第一審終盤の公判で証言者の一人がMを見たとする証言を覆すなどしていて、公判では、6人の供述の信用性、現場から採取されたとする毛髪について、Mのアリバイの有無が主に争われた。

### 第一審
被告人Mは刑事裁判で一貫して容疑を否認した。1988年7月19日に福井地裁で開かれた第15回公判では、捜査段階で事件発生当夜にMの乗った乗用車を現場近くで目撃したと証言し、検察官の証人として申請された男性が、真犯人はMではなく別人であると証言した。
1990年（平成2年）4月17日の第40回公判で検察官の論告求刑が行われ、検察官はMに懲役13年を求刑した。一方、弁護人は同年7月17日の公判でMは無罪であるとする最終弁論を行った。
同年9月26日に第一審の判決公判が開かれ、福井地裁（西村尤克裁判長）はMに対し、殺人罪については目撃証言が信用できず、また物証とされた現場の毛髪もMのものと断定できないとして無罪、併せて起訴された毒物及び劇物取締法（シンナー吸引）については罰金3万円とする判決を言い渡した。この判決を受け、Mは逮捕から3年6か月ぶりに釈放された。しかし福井地検は同年10月9日、判決を不服として名古屋高等裁判所金沢支部へ控訴した。

### 控訴審・上告審
名古屋高裁金沢支部における控訴審初公判は1993年（平成5年）3月18日に開かれ、同高裁支部（小島裕史裁判長）は1995年（平成7年）2月9日に原判決を破棄自判し、Mを犯人と認定した上で懲役7年の刑に処す逆転有罪判決を言い渡した。
小島裕史裁判官（他松尾昭彦、田中敦）は判決で、犯行現場でMを見たという目撃証言は十分信用でき、暴力団組員の供述についても調書が作成された時点では、覚醒剤取締法違反容疑の取り調べは終了していたとして、信用性を認定。毛髪についても、弁護側、検察側のいずれかが信用できるという判断は下せないとしながらも、検察側の鑑定ではMが現場にいた1つの資料になりうるとした。しかしMが犯行当時は心神耗弱の状態にあったことを考慮して、求刑より軽い懲役7年とした。
Mは同判決を不服として最高裁判所へ上告したが、1997年（平成9年）11月14日までに最高裁第二小法廷（大西勝也裁判長）から上告棄却の決定を出され、有罪判決が確定した。Mは金沢刑務所に収監された一方、日本弁護士連合会は1999年（平成11年）12月に名古屋高裁金沢支部へ再審請求することを予定していたが、Mは同年6月ごろから心理状態が不安定になり、10月上旬に岡崎医療刑務所へ移送されたため、再審請求はMの健康状態が回復するまで延期された。
逮捕の根拠となったのは、事件の起きた3月19日に血のついた服を着ていたMを見たという複数の知人の証言で、裁判では、この目撃証言の信用性が最大の争点になったとされる。のちに一審の裁判官は、証言は複数あったが内容の変遷が激しかったと語っている。二審では、証言者の一人が、テレビで歌う女性歌手に男性出演者が密着してダンスをしているシーンを見ていた時に呼び出され、血のついた服を着たMを見たと証言し、このシーンが放送されたのは事件当日の3月19日であったとして、証言が信頼できるとする決め手となったとされる。

## 再審請求

### 第一次再審請求
Mは有罪判決確定後も冤罪を訴え、服役後の2004年（平成16年）に名古屋高裁金沢支部へ再審請求した。3月19日には日本弁護士連合会（日弁連）が再審支援を決定した。
弁護団が求めた未開示証拠の開示については、検察が当初拒んでいたものの、異例ともいえる名古屋高裁による二度の勧告により、2008年に殺害現場の状況写真29通、捜査段階の供述調書など125点が開示された。この証拠は、当時有罪判決を受けた裁判に提出されていれば、判断が変わった可能性があるとして、弁護側から証拠隠しと指摘されている。
再審請求では、
- 知人らの目撃証言の信用性
- 現場に残された包丁2本とは合わない傷口があり、3本目の凶器があった可能性
- 犯行後に乗ったとされた自動車に、血痕が付いていたとの証言もあったにもかかわらず、血が付着していなかった理由

などが争点とされた。
弁護側は、物証がない中で当時の事件で有罪の根拠となった5人の供述についての矛盾を指摘している。再審を求める裁判では、事件当日に被告に会ったとして二審での有罪判決の決め手となった証言をした知人男性が、「会っていない」と証言を翻した。
また、再審請求の過程において、被告の後輩に当たる男性が、事件の捜査本部の置かれていた福井署で事情聴取を受けた際、別の事件で拘留されていた元暴力団員から、被告の事件への関与を認めるよう恫喝されたと証言したことが、毎日新聞で報じられた。この元組員は、被告から「犯行を打ち明けられた」と証言したり、知人女性宅に匿ったりしたとされていた。元組員は、捜査員から、証言すれば有利な取り計らいをすることを示唆されていたとされている。
また、1987年4月17日付で作成された供述調書について、被告が取り調べに当たった当時の巡査部長から「空想で話せ」と要求され、被告が応じたものである、と弁護側は主張している。
2004年7月15日 名古屋高裁金沢支部に再審請求の申し立てが行われる。
2011年（平成23年）11月30日、名古屋高等裁判所金沢支部（伊藤新一郎裁判長）にて、本件の再審を開始する決定が行われた。この決定に対し、検察側は異議申し立てを行い、異議審理の結果、2013年3月6日に名古屋高裁刑事第1部（志田洋裁判長）が再審開始取り消しの決定を言い渡した。その後、2014年12月10日、最高裁第二小法廷が特別抗告を退け、再審開始を認めない決定をした
。

### 第二次再審請求
2022年10月14日、Mは証言の信用性を争点として再び再審を請求した。当初検察は証拠開示に消極的であったが、裁判所が再検討を促したことで、捜査報告書など287点が開示された。新たに開示された証拠では、警察官が当初、「見え透いたうそを述べている」などと、証言の信用性に疑問を抱いていたことが明らかとなったとされた。
証人が1986年3月19日に見たというテレビ番組の男女のダンスシーンについて、弁護団の一人がAIに質問すると、「1985年10月2日の放送」という回答が返ってきた。また、ネット上には放送日が1986年3月26日とする情報もみられた。当該番組を放送した東京キー局に確認したところ、同じ出演者が1986年3月19日にも出演してはいたが、その日には問題のダンスシーンは放送されていなかったことが明らかとなった。さらに、検察から新たに開示された警察の当時の捜査報告書では、放送日は3月26日とはっきり記されており、これを二審の検察官も把握していたはずであった。
2024年3月には、過去の裁判で証人として証言した知人についての証人尋問が行われ、警察官に過去に自らが犯した事件を立件しないことを約束されて、嘘の証言をしたと述べた。
2024年10月23日、名古屋高等裁判所金沢支部（山田耕司裁判長）は、再審開始を決定した。
決定では、Mが犯人だと供述した元暴力団組員について、「自分が捜査機関にとって有力な情報源であることをよく認識した上で、自らの供述を取引材料に、自己の利益を得ようとする態度が顕著」(p155)であったことに加え、「供述により、警察署における留置の継続や、これに伴う優遇を受けられた」(p154)とし、実際には別人であるのに「知人の一人が事件当日にMと同行していた」という虚偽の供述をして誤認逮捕を招いていることも踏まえれば、二審判決は「この証言にはらむ危険性を無視していたとの批判を受けてもやむをえない」と指摘した(p163)。「事件当日に血のついた服を着ていたMを見た」という知人らの証言については、「男女の密着したダンスシーン」の放映日が3月19日ではなかったという新証拠により裏付けを失い、捜査官に誘導された疑いが強まった、とした(p29)。このシーンを3月19日に見たと証言した証人の一人は、「控訴審で（被告に不利な内容を）証言した後に、取り調べを担当した警察官から結婚祝いをもらった」と陳述し、決定ではこの新証拠を事実と認め、不当な働きかけを受けた証人が「記憶にない事実をさもあったかのように供述したのではないかという疑いが生じた」と述べた(p47-50)。これらの検討により「主要関係者供述の信用性を認めて請求人を本件殺人事件の犯人とした確定判決の事実認定には合理的な疑いが生じた」として、再審開始の判断に至った。
なお決定中で、二審検察官の不適切な訴訟活動や県警の捜査における証人らに対する利益供与が厳しく批判されているほか、二審が一審の無罪判決を破棄しただけでなく同時に逆転有罪を言い渡したことについても疑問が呈されている(p177-178)。
再審開始決定を受け、検察官の対応が注目されていたが、異議申し立て期限である2024年10月28日、名古屋高等検察庁金沢支部が異議申し立ての断念を発表し、これにて再審開始決定が確定し、再審公判が開かれることとなった。

## 再審
元被告人Мの再審初公判は2025年（令和7年）3月5日に名古屋高等裁判所金沢支部で開かれ、検察側は「被告人が犯人であることは間違いない」と改めて有罪を主張した一方で、追加の有罪立証はなかった。これに対して弁護団は「この事件は警察官らが関係者に不当な誘導を行い、事実に反する証言でМさんを無実の罪に陥れた冤罪事件だ」と検察側を批判し、即日結審した。
2025年（令和7年）7月18日、名古屋高裁金沢支部はMに無罪判決を言い渡した。上告期限の同年8月1日までに検察が上告を断念したため、再審無罪が確定した。上告理由となる憲法違反・判例違反が見いだせなかったことによるとみられる。再審判決では、裁判官はすでに最初の公判で判っていたにもかかわらず検察が黙っていたことを「罪深い不正な行い」と非難しているが、検察側はさらに、その後の第一次再審請求ではこの冤罪を晴らしうる証拠を伏せ続け、第二次再審請求による開始決定後も、最初の再審公判で証人の証言については当人の記憶違いとする等、不正な行いを改めず争い続けていたことになる。その間に21歳であったMは60歳になっていた。
裁判長は、「当時の検察官が事実に反することをぬけぬけと主張した」と指摘、判決後に、裁判長は、再審に至らずとも無罪判決確定の可能性が十分にあったとして、「39年もの間、大変ご苦労をおかけし、申し訳なく思っています」と謝罪した。名古屋高検は判決内容を精査・協議し上級庁とも協議のうえ対応を検討するとし、福井県警は、検察が今後対応を検討するであろうとしてコメントを差し控えるとした。